# Laços de Família (livro)
Laços de família é um livro de contos da escritora naturalizada brasileira Clarice Lispector, com primeira edição pela Editora Francisco Alves, em 1960.

## Contos
O livro reúne treze contos, seis deles publicados previamente na coletânea Alguns Contos:
- Devaneio e embriaguez duma rapariga
- Amor
- Uma galinha
- A imitação da rosa
- Feliz aniversário
- A menor mulher do mundo
- O jantar
- Preciosidade
- Os laços de família
- Começos de uma fortuna
- Mistério em São Cristóvão
- O crime do professor de matemática
- O búfalo

## Publicação
Os contos publicados em Laços de Família foram escritos muito antes da publicação do livro, em 1960. Dois deles foram publicados primeiro em jornais. O conto "O Jantar" foi escrito em 1943 e originalmente publicado em outubro de 1946 no jornal A Manhã. "O Crime do Professor de Matemática" também foi publicado primeiro em jornal nacional, com o título de "O Crime" e em versão diferente da definitiva. Esses dois contos, bem como outros quatro ("Amor", "Mistério em São Cristóvão", "Começos de uma Fortuna" e "Uma Galinha"), foram publicados em formato de coletânea (Alguns Contos) durante o período de quase um ano que a autora passou no Rio de Janeiro, em 1952. Na época a publicação foi patrocinada pelo Ministério da Educação e Saúde. A redação dos demais contos que compõem o livro foi concluída em março de 1955, mas o mesmo só pôde ser publicado em 1960, após a vinda definitiva da autora dos Estados Unidos para o Brasil. Lispector teve dificuldades em liberar os direitos dos seis contos originais de Alguns Contos com o Ministério da Educação e Saúde, apesar de vários pedidos da autora.

## Temas
A maioria dos protagonistas dos contos são pessoas comuns abaladas por uma epifania durante suas atividades do cotidiano (ex.: compras no supermercado em "Amor", ou uma reunião de família em "Feliz Aniversário"). O livro parece refletir as experiências da própria autora na época. Como o próprio título sugere, as personagens de Laços de Família são na sua maioria donas de casa lutando para balancear as exigências do casamento e da família com uma vida menos controlável e selvagem. 
Esse tema pode ser observado na protagonista Ana do conto "Amor". Na história, a vida organizada de Ana desaba quando ela se confronta com um "selvagem" Jardim Botânico, no Rio de Janeiro. Em sua estrutura, os contos lembram um romance posterior, A Paixão Segundo G.H..

## Recepção
O livro teve recepção positiva da crítica literária brasileira, recebendo em 1961 o Prêmio Jabuti de Literatura na categoria de contos, crônicas e novelas.
Laços de Família também foi muito exaltado por dois escritores contemporâneos de Clarice, com quem mantinha estreita relação. Fernando Sabino escreve: "Você fez oito contos como ninguém nem longinquamente conseguiu fazer no Brasil… [o livro] seria exata, sincera, indiscutível e até humildemente o melhor livro de contos já publicado no Brasil". Érico Veríssimo também não poupou elogios: "Não te escrevi sobre o teu livro de contos por puro encabulamento de te dizer o que penso dele. Aqui vai: é o mais importante coleção de histórias publicadas neste país na era pós-machadiana".